# 458 v.Chr.
Het jaar 458 v.Chr. is een jaartal volgens de christelijke jaartelling.

## Gebeurtenissen

### Israël
- De schriftgeleerde en priester Ezra, aan wie het Bijbelboek Ezra zijn naam ontleent, keert met een groep van 5000 Joden in het zevende jaar van Artaxerxes I uit Babylon naar Jeruzalem.
- De Wet van Mozes wordt door Ezra voorgelezen aan de Joden van Jeruzalem. Er wordt een vertaling in het Aramees bij gegeven om het begrijpelijk te maken.

### Italië
- Lucius Quinctius Cincinnatus wordt benoemd tot dictator van de Romeinse Republiek.

### Griekenland
- De Atheners beginnen met de bouw van de Lange Muren om de bevolking te beschermen tegen aartsrivaal Sparta.
- Egina lijdt een zware nederlaag in de slag om Egina en capituleert na een langdurige belegering.
- Athene vestigt op Egina een garnizoen, eist een oorlogsschatting en dwingt het eiland zich aan te sluiten bij de Delisch-Attische Zeebond.
- Het toneelstuk Agamemnon van Aischylos wordt opgevoerd in Athene.